# آزوتية
الآزوتية أو أزوتوباكتر (باللاتينية: Azotobacter) جنس من البكتيريا الرمّامية (تعيش في التربة) والتي تستطيع تحويل الآزوت بحالته الغازية إلى شكل ذوّاب يمكن أن تستفيد منه النباتات من خلال عملية تثبيت الآزوت.
تنتمي إلى البكتيريا سلبية الغرام وتصنف مع فئة مثبّتات الآزوت حرة المعيشة. يعيش ممثلو هذا الجنس في الترب المتعادلة والقلوية وفي الماء، وفي حالة معايشة مع بعض النباتات.
قادرة على تشكيل الكيسات.
لها دور هام في دورة الآزوت في الطبيعة، حيث تقوم بتثبيت آزوت الهواء الذي لا تستطيع النباتات الاستفادة منه بشكله الغازي، فتطرحه في التربة بشكل شوارد الأمونيوم. يستخدمها الإنسان في صناعة الأسمدة الآزوتية وبعض البوليميرات الحيوية.
تم اكتشاف ووصف الممثل الأول لهذا الجنس من قبل عالم الجراثيم والنبات الهولندي مارتين بايرينك في سنة 1901. يشمل الجنس حالياً ستة أنواع.

## الخواص البيولوجية

### المورفولوجيا
خلايا الآزوتية كبيرة نسبياً، قطرها 1-2 ميكرون، في الغالب بيضوية الشكل، لكنها يمكن أن تأخذ أشكالاً عديدة من عصوي إلى مكور. تظهر في المحضرات المجهرية إما منفردة أو أزواجاً أو في تجمعات غير منتظمة، وأحياناً بشكل سلاسل مختلفة الطول. تشكل كيسات ولا تشكل أبواغاً.
في المزارع الجديدة تكون هذه الجراثيم متحركة بفضل سياط متعددة. ومع تقدم عمر المزرعة تفقد الخلايا قدرتها على الحركة ويصبح شكلها شبيهاً بالمكورات وتنتج طبقة ثخينة من المخاط تشكل محفظة الجرثوم. تؤثر عوامل أخرى على شكل الخلية، فالببتون مثلاً يؤدي إلى تعدد الأشكال ويحرض تشكل الخلايا الشبيهة بالفطريات، وكذلك الغليسين يحرض تعدد الأشكال في أوساط الزرع.